# V (película)
V es una película en desarrollo perteneciente al género de suspenso de acción, tanto telugu como india, escrita y dirigida por Mohanakrishna Indraganti y producida por Dil Raju bajo el estandarte de Sri Venkateswara Creations, con Nani, Sudheer Babu, Nivetha Thomas y Aditi Rao Hydari en los papeles principales. La música fue compuesta por Amit Trivedi mientras que la cinematografía fue manejada por PG Vinda. Es la película número 25 de Nani y tendrá un papel negativo por primera vez en su carrera.

## Elenco
- Nani
- Sudheer Babu
- Nivetha Thomas
- Aditi Rao Hydari
- Jagapathi Babu
- Vennela Kishore
- Nassar
- Priyadarshi Pulikonda
- Amit Tiwari

## Producción

### Anuncio
El 29 de abril de 2019, Sri Venkateswara Creations anunció una película con Sudheer Babu, Aditi Rao Hydari y Nivetha Thomas como su producción número 36 con el título "espera lo inesperado" solo para revelar que va a marcar la película número 25 en la carrera de actuación de Nani . Está dirigida por Mohan Krishna Indraganti, quien introdujo a Nani en la pantalla grande.

## Filmación
La fotografía principal de la película comenzó en mayo de 2019 sin Nani en el set. El segundo horario comienza en junio de 2019 con Sudheer Babu y artistas. Nani comenzó a rodar para la película en el set del 11 de agosto de 2019. En septiembre de 2019, la producción cambió a Tailandia, donde se rodaron escenas importantes en la combinación de Sudheer Babu y Nani.

## Lanzamiento
El estreno de la película está programado para el 25 de marzo del año 2020, coincidiendo con el Año Nuevo Telugu.

## Promoción
Se publicó un póster del título en el momento del lanzamiento. El 4 de noviembre de 2019 se publicó un póster temático con la fecha de lanzamiento.